# La Verkin
La ville de La Verkin est située dans le comté de Washington, dans l’État de l’Utah, aux États-Unis. Sa population s’élevait à 4 060 habitants lors du recensement de 2010, estimée à 4 398 habitants en 2018.

## Histoire
La Verkin a été établie en 1897 par Thomas Judd.

## Source
- (en) Cet article est partiellement ou en totalité issu de l’article de Wikipédia en anglais intitulé « La Verkin, Utah » (voir la liste des auteurs).

1. ↑  (en) « Population and Housing Unit Estimates » (consulté le 4 juin 2019)
2. ↑  (en) « Census of Population and Housing », Census.gov (consulté le 4 juin 2015)